# Реки Республики Конго

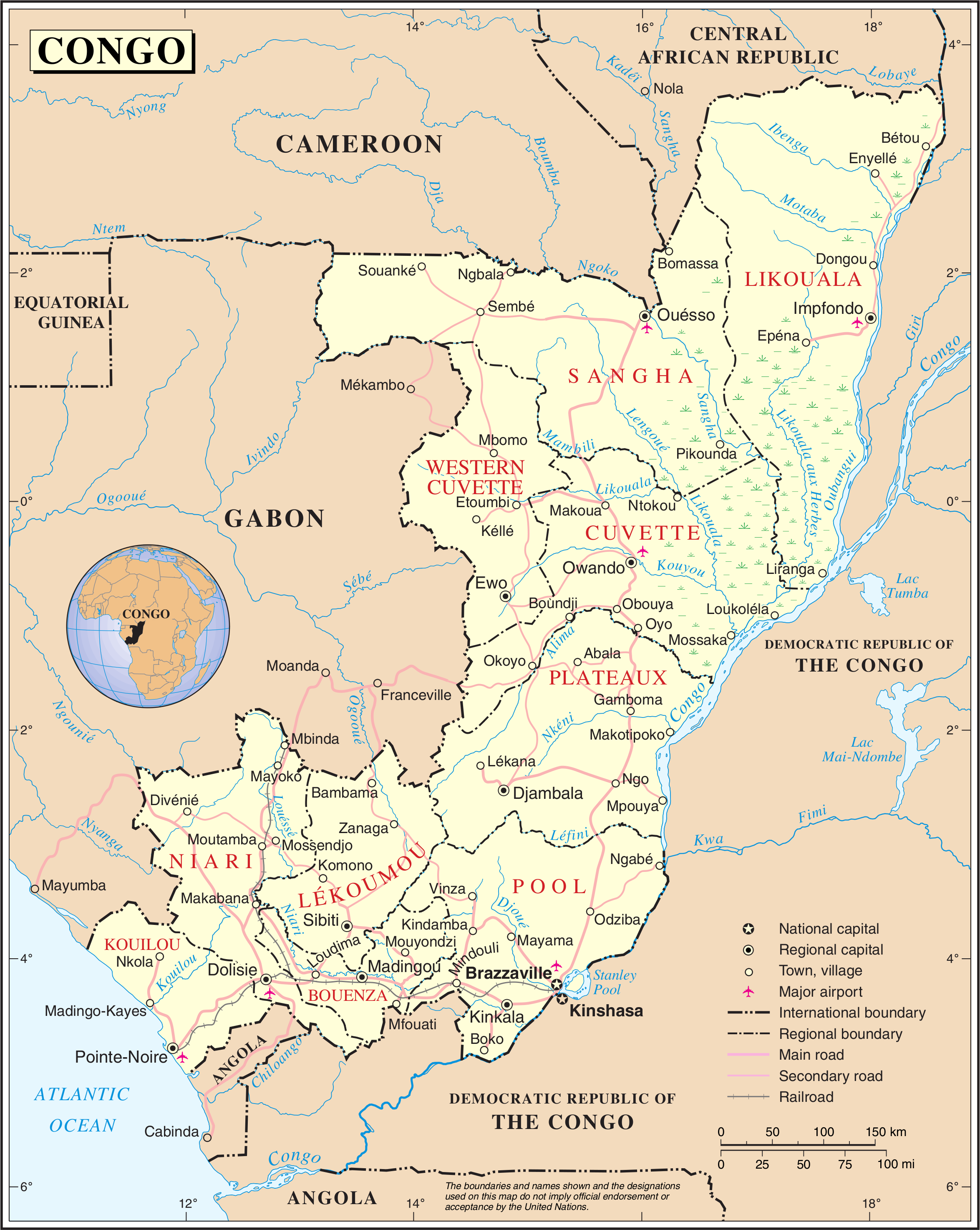
Карта Республики Конго с указанием основных рек и притоков.

Это список рек Республики Конго. Список упорядочен по бассейнам рек, с соответствующими притоками, отступающими под каждым более крупным названием реки.

## Атлантический океан
- Огове
  - Нгунье[англ.]
  - Ивиндо
    - Зади[англ.]
    - Джуа[англ.]
    - Айна (река)[англ.]

  - Летили[англ.]
- Ньянга (река)[англ.]
- Куилу
  - Луэсс
- Шилуанго
- Конго
  - Джуэ[англ.]
  - Лефини (река)[англ.]
  - Нкени[англ.]
  - Алима
    - Лекети[англ.]

  - Ликуала-Моссака[англ.]

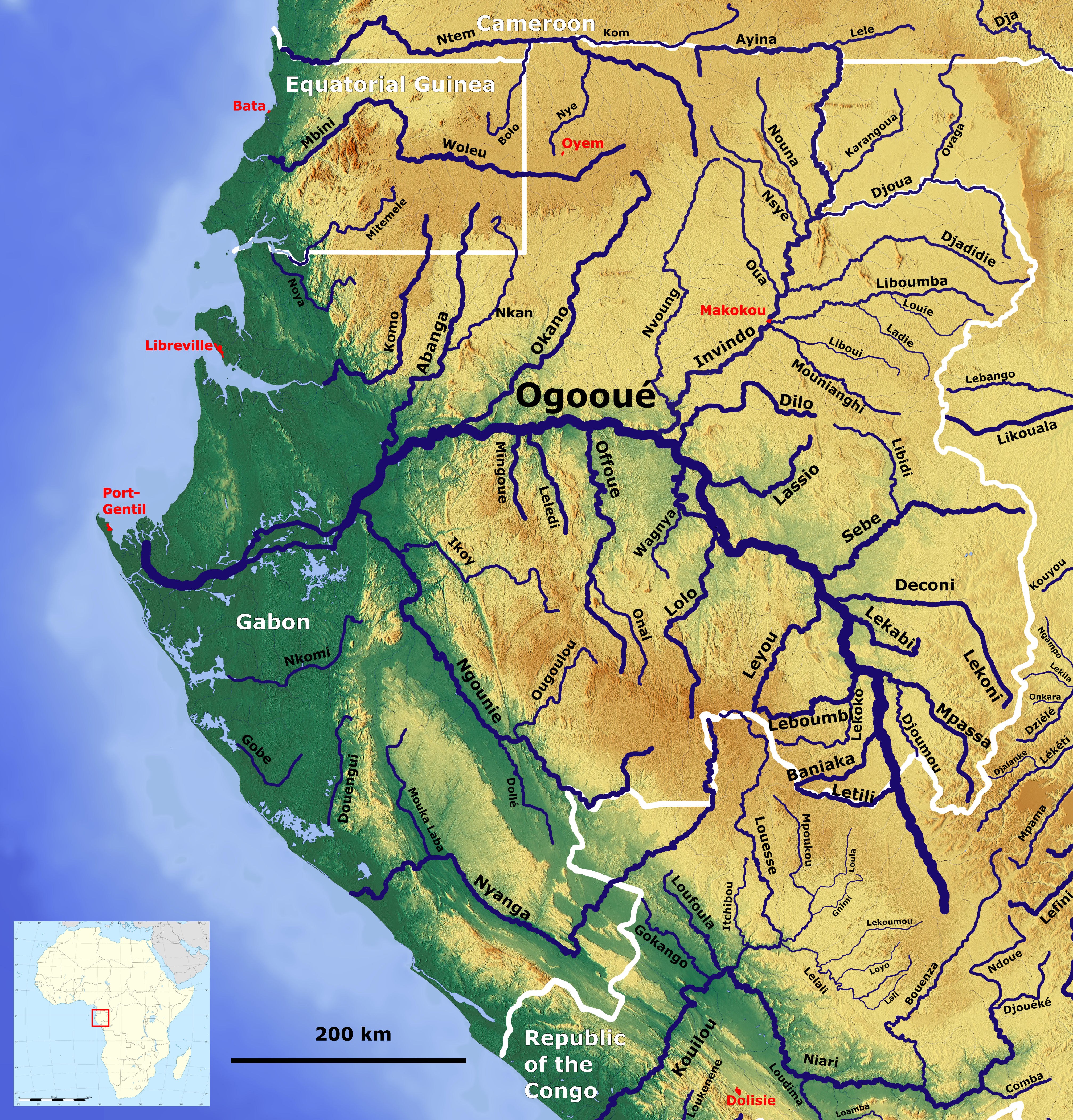
Реки в бассейне реки Огове в Конго (вверху справа и внизу в центре)

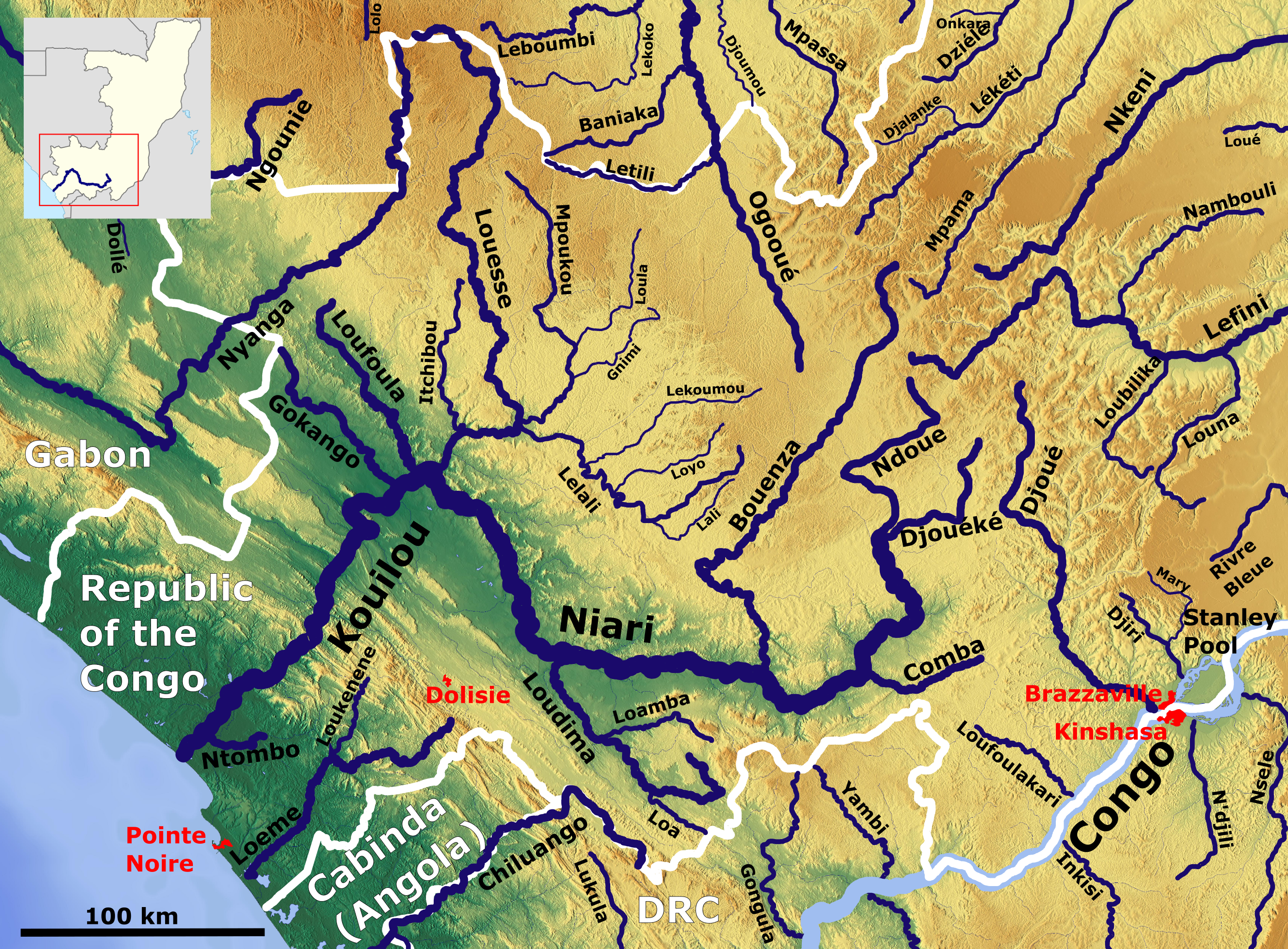
Реки в бассейне реки Куилу в Конго

    - Куя (приток Ликуала-Моссака)[англ.]
    - Ленгуэ[англ.]
    - Мамбили[англ.]

  - Санга
    - Джа

  - Ликуала-о-Эрб[англ.]
  - Убанги
    - Мотаба[англ.]
    - Ибенга[англ.]